# 加伯–韋格納轉換
加伯–韋格納轉換（Gabor Wigner Transform）是一種時頻分析的工具，由加伯轉換（Gabor Transfrom）及韋格納轉換（Wigner Transform）兩種時頻分析工具所組合而成，加伯轉換根據丹尼斯·蓋博所命名，而韋格納轉換則是根據尤金·維格納，原名維格納·帕爾·耶諾所命名。加伯轉換是一窗函數為高斯函數的短時距傅立葉變換，由於傳統短時距傅立葉變換的窗函數常為一矩形函數，由於矩形函數的傅立葉變換為一個Sinc函數，所以在做時頻分析的時候容易會有Side lobe（页面存档备份，存于）的現象，所以加伯轉換嘗試利用高斯函數來當作窗函數，三角波為兩個矩形函數卷積而來，高斯函數則為無限多個矩形函數卷積而來所以在頻域上代表無限多個Sinc函數相乘而來，這樣相乘原先Sinc函數小於1的數值越乘越小，Side lobe（页面存档备份，存于）的影響也跟著變小，但它必須遵守海森堡測不準原理，所以它的清晰度有它的極限。而韋格納轉換由於是對訊號的自相關函數做傅立葉轉換，所以清晰度可以成功超越測不準原理所規範的極限。但它的缺點在於當一個訊號有兩個以上的成分(component)所組成，分析出來的時頻圖就會產生嚴重的cross-term的現象。為了結合兩者的優點所以S.C Pie和丁建均（J.J.Ding）在2007年提出了加伯-韋格納轉換。

## 數理定義

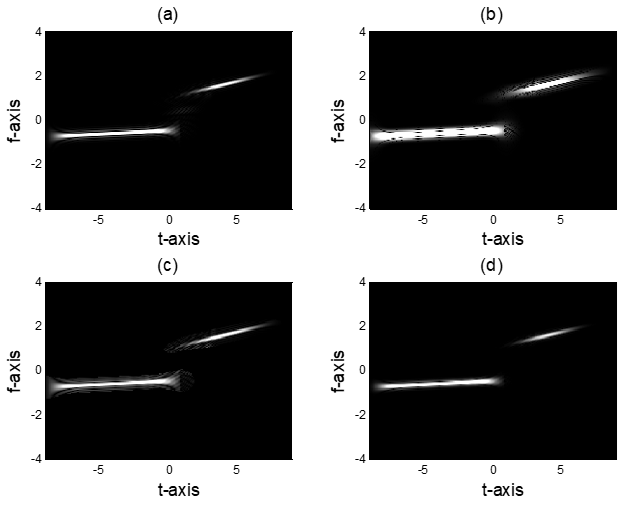
時頻分析與小波轉換

- 加伯 韋格納轉換

原始定義:
{\displaystyle D_{x}(t,f)=G_{x}(t,f)\times W_{x}(t,f)}---(1)
其中{\displaystyle G_{x}(t,f)}, {\displaystyle W_{x}(t,f)}分別代表加伯轉換以及韋格納轉換的函數型式，定義如下:
{\displaystyle G_{x}(t,f)=\int _{-\infty }^{\infty }e^{-\pi (\tau -t)^{2}}e^{-j2\pi f\tau }x(\tau )\,d\tau }
{\displaystyle W_{x}(t,f)=\int _{-\infty }^{\infty }x(t+\tau /2)x^{*}(t-\tau /2)e^{-j2\pi \tau \,f}\,d\tau }
推廣定義:
```
 

  

    

      

        

          
D

          

            
x

          

        

        
(

        
t

        
,

        
f

        
)

        
=

        
min

        
{

        

          
|

        

        

          
G

          

            
x

          

        

        
(

        
t

        
,

        
f

        
)

        

          

            
|

          

          

            
2

          

        

        
,

        

          
|

        

        

          
W

          

            
x

          

        

        
(

        
t

        
,

        
f

        
)

        

          
|

        

        
}

      

    

    
{\displaystyle D_{x}(t,f)=\min\{|G_{x}(t,f)|^{2},|W_{x}(t,f)|\}}

  

----(2)
 

  

    

      

        

          
D

          

            
x

          

        

        
(

        
t

        
,

        
f

        
)

        
=

        

          
W

          

            
x

          

        

        
(

        
t

        
,

        
f

        
)

        
×

        
{

        

          
|

        

        

          
G

          

            
x

          

        

        
(

        
t

        
,

        
f

        
)

        

          
|

        

        
>

        
0.25

        
}

      

    

    
{\displaystyle D_{x}(t,f)=W_{x}(t,f)\times \{|G_{x}(t,f)|>0.25\}}

  

--(3)
 

  

    

      

        

          
D

          

            
x

          

        

        
(

        
t

        
,

        
f

        
)

        
=

        

          
G

          

            
x

          

          

            
2.6

          

        

        
(

        
t

        
,

        
f

        
)

        

          
W

          

            
x

          

          

            
0.7

          

        

        
(

        
t

        
,

        
f

        
)

      

    

    
{\displaystyle D_{x}(t,f)=G_{x}^{2.6}(t,f)W_{x}^{0.7}(t,f)}

  

 -----------(4)
```

圖例:
圖(a)為一訊號利用加伯-韋格納轉換的原始定義所呈現出來的結果，圖(b)(c)(d)則分別是用加伯-韋格納轉換的推廣定義所呈現出來的圖，在不同的情況以及需求下我們可以使用不同類型的加伯-韋格納來符合我們的要求，例如(1)以及(4)時常被拿來分析地震，而(3)因為擁有較難評估的門檻值(threshold)，所以並不適合用於地震分析，在影像處理上，(1)(2)(4)也都具有不錯的效果，而目前(4)看起來有最好的成效，有此看來加伯-韋格納轉換在時頻分析上十分的有彈性。

## 特性

### 不會有cross-term問題

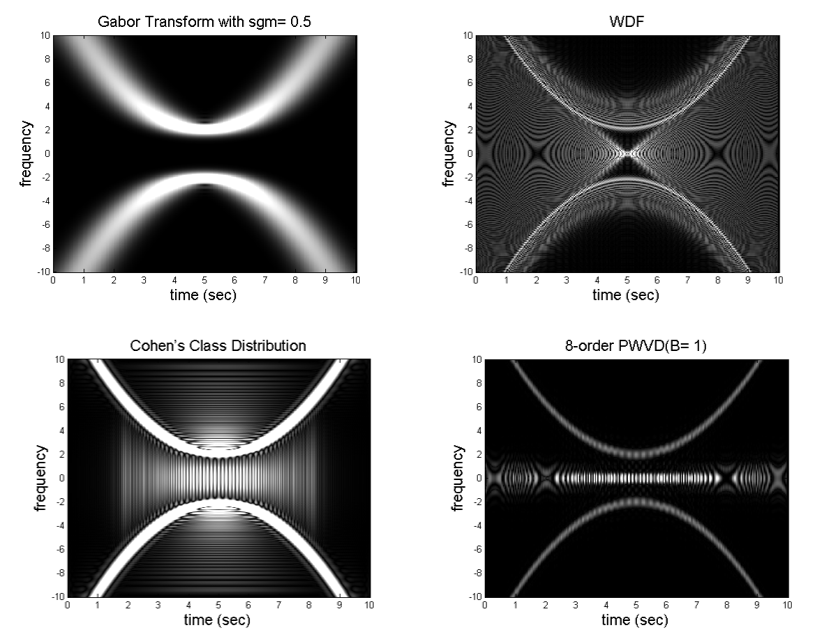
時頻圖比較

cross-term問題主要發生在韋格納轉換({\displaystyle W_{x}(t,f)})的過程中，因韋格納轉換並非線性，當被轉換函式{\displaystyle x(t)}有超過兩個物件(component)或其因次(order)超過三，就有可能在時間-頻率關係圖中產生干擾(distortion)，導致Cross-Talk的產生。
考慮函式{\displaystyle x(t)=ag(t)+bs(t)}
根據定義:
```
    

  

    

      

        

          
W

          

            
x

          

        

        
(

        
t

        
,

        
f

        
)

        
=

        

          
∫

          

            
−

            
∞

          

          

            
∞

          

        

        
x

        
(

        
t

        
+

        
τ

        

          
/

        

        
2

        
)

        

          
x

          

            
∗

          

        

        
(

        
t

        
−

        
τ

        

          
/

        

        
2

        
)

        

          
e

          

            
−

            
j

            
2

            
π

            
τ

            

            
f

          

        

        

        
d

        
τ

      

    

    
{\displaystyle W_{x}(t,f)=\int _{-\infty }^{\infty }x(t+\tau /2)x^{*}(t-\tau /2)e^{-j2\pi \tau \,f}\,d\tau }

  

```

帶入函式{\displaystyle x(t)=ag(t)+bs(t)}
```
    

  

    

      

        

          
W

          

            
x

          

        

        
(

        
t

        
,

        
f

        
)

        
=

        

          
∫

          

            
−

            
∞

          

          

            
∞

          

        

        
[

        
a

        
g

        
(

        
t

        
+

        
τ

        

          
/

        

        
2

        
)

        
+

        
b

        
s

        
(

        
t

        
+

        
τ

        

          
/

        

        
2

        
)

        
]

        
[

        

          
a

          

            
∗

          

        

        
g

        
(

        
t

        
−

        
τ

        

          
/

        

        
2

        
)

        
+

        

          
b

          

            
∗

          

        

        
s

        
(

        
t

        
+

        
τ

        

          
/

        

        
2

        
)

        
]

        

          
e

          

            
−

            
j

            
2

            
π

            
τ

            

            
f

          

        

        

        
d

        
τ

      

    

    
{\displaystyle W_{x}(t,f)=\int _{-\infty }^{\infty }[ag(t+\tau /2)+bs(t+\tau /2)][a^{*}g(t-\tau /2)+b^{*}s(t+\tau /2)]e^{-j2\pi \tau \,f}\,d\tau }

  

    

  

    

      

        

          
W

          

            
x

          

        

        
(

        
t

        
,

        
f

        
)

        
=

        

          
|

        

        

          
a

          

            
2

          

        

        

          
|

        

        
∗

        

          
W

          

            
g

          

        

        
(

        
t

        
,

        
f

        
)

        
+

        

          
|

        

        

          
b

          

            
2

          

        

        

          
|

        

        
∗

        

          
W

          

            
s

          

        

        
(

        
t

        
,

        
f

        
)

        
+

        

          
∫

          

            
−

            
∞

          

          

            
∞

          

        

        
[

        
a

        

          
b

          

            
∗

          

        

        
g

        
(

        
t

        
+

        
τ

        

          
/

        

        
2

        
)

        

          
s

          

            
∗

          

        

        
(

        
t

        
−

        
τ

        

          
/

        

        
2

        
)

        
+

        

          
a

          

            
∗

          

        

        
b

        

          
g

          

            
∗

          

        

        
(

        
t

        
−

        
τ

        

          
/

        

        
2

        
)

        
s

        
(

        
t

        
+

        
τ

        

          
/

        

        
2

        
)

        
]

        

          
e

          

            
−

            
j

            
2

            
π

            
τ

            

            
f

          

        

        

        
d

        
τ

      

    

    
{\displaystyle W_{x}(t,f)=|a^{2}|*W_{g}(t,f)+|b^{2}|*W_{s}(t,f)+\int _{-\infty }^{\infty }[ab^{*}g(t+\tau /2)s^{*}(t-\tau /2)+a^{*}bg^{*}(t-\tau /2)s(t+\tau /2)]e^{-j2\pi \tau \,f}\,d\tau }

  

```

式子後面的積分項即為cross-term，其將影響時頻分析的表現(performance)。加伯 韋格納轉換利用線性的加伯轉換對於韋格納轉換做乘積，將cross-term消掉，因此不會有cross-term問題，這對於濾波器設計的應用來說非常的重要。

圖例:

假設{\displaystyle x(t)=2\cos((t-5)^{3}+4\pi \,t))}，下圖是各種時頻轉換所呈現出來的圖形，這裡我們需要注意的是圖(b)有嚴重的cross-term的現象

### 在某些情況下比加伯轉換擁有更好的清晰度
加伯轉換({\displaystyle G(t,f)})在一些輸入函式{\displaystyle x(t)}之下會有模糊(blur)的問題，考慮當被轉換函式：
{\displaystyle x(t)=e^{jat^{2}+jbt}}的情況。
韋格納轉換在這種情況會有比加伯轉換要好的表現，在加伯-韋格納轉換中，利用韋格納的轉換的特性去加強加伯轉換的清晰度不足的問題。

## 應用
加伯 韋格納轉換在圖像處裡(image processing)、濾波器設計(filter design)、信號取樣(sampling)、信號調變(modulation)解調變(demodulation)、語音處理及生醫工程上都有很好的表現。

### 濾波器設計
濾波器設計的目標是希望移除信號中我們不需要的部分，並盡量保留所需要的部分，利用加伯 韋格納轉換，我們可以將原本在時域或頻率域上的濾波器同時考慮，即為一種時頻分析。其主要想法如下表示。

### 信號調變
調變的目的是想將信號放入一段特定時間或一段特定頻段中，利用加伯 韋格納轉換，我們能同時考慮在信號的時間和頻率上面如何放入更多或更適合的信號型式(pattern)，且因沒有cross-term問題的關係，會比韋格納轉換有更好的表現，           

 

由上圖圖(WDF)一，也能發現當使用韋格納轉換(WDF)，其產生的cross-term會對調變造成很嚴重的影響。

## 加伯–韋格納轉換實現方法(簡化技巧)
(1) 由於加伯轉換相較於韋格納轉換複雜度較低，所以通常我們會優先選擇計算加伯轉換，韋格納轉換時則僅需要計算加伯轉換不為0地方，因為其餘地方數值趨近於0，相乘完數值依舊趨近於0，以數學式子表達也就是當{\displaystyle G_{X}(t,f)\approx 0,D_{x}(t,f)=G_{x}^{\alpha }(t,f)W_{x}^{\beta }(t,f)\approx 0}
(2)當 {\displaystyle x(t)} 是實函數時，對加伯轉換而言{\displaystyle X(f)=X^{*}(-f)},這樣我們在設計記憶體的時候就能夠大幅的減少記憶體所需要的面積

## 整理
| 時頻轉換        | 優點                     | 缺點         | 複雜度 |
| --------------- | ------------------------ | ------------ | ------ |
| 加伯轉換        | 沒有cross term           | 清晰度較低   | 低     |
| 韋格納轉換      | 清晰度高                 | 有cross term | 中     |
| 加伯-韋格納轉換 | 清晰度高且沒有cross term | 運算時間長   | 高     |

## 補充
在數理定義中，我們提到不同類型的加伯-韋格納轉換，在這裡我們做一個簡單的比較與分析
今天假設有一個地震波反應(seismic response)，這個地震波在2到3秒是由一個8赫茲的sin波以及α值為1的高斯訊號所組成，在3到7秒則為4赫茲以及α值為-1的高斯訊號所組成所組成
{\displaystyle x(t)={\begin{cases}0,&\ t<2\\5e^{\alpha }{^{t^{2}}}\sin(2\pi 8t),&\ 2\leq t\leq 3\\7.5e^{\alpha }{^{t^{2}}}\sin(2\pi 4t),&\ 3\leq t\leq 7\end{cases}}}
我們將一般繪畫頻譜圖(spectrograms)，紅色區域(白色區域)代表最大的振幅(或者最大的能量)，而藍色區域(黑色區域)則代表最小的震幅(或者最低的能量)。
我們分別代表加伯轉換，韋格納轉換，利用(2)出來的加伯-韋格納轉換以及利用(4)出來的加伯-韋格納轉換。
同時考慮到不同的窗函數長度(Window length)對各種時頻分析的影響程度(數值越小代表效果越好)
我們發現相較於STFT，GT有更好的表現尤其在窗函數長度N =256的時候(數值為11.55)。在相同長度下WVD能達到10.69，GWT(1)(2)(4)分別能達到更好的表現，尤其在窗函數長度為512並利用GWT(4)能達到最低的熵(數值為9.06)